# Tramvajová doprava v Brandenburgu an der Havel
Tramvajová síť ve městě Brandenburg an der Havel (německy Straßenbahnnetz Brandenburg an der Havel) je tramvajový systém, který je hlavní částí systému městské hromadné dopravy města Brandenburg an der Havel. Zdejší tramvajová síť je tvořena 18,7 kilometry kolejí, po nichž jezdí tramvaje na čtyřech linkách. Dopravu provozuje společnost Verkehrsbetriebe Brandenburg an der Havel. První tramvajová linka, vedená koněspřežnými tramvajemi, byla uvedena do provozu v roce 1897. Pravidelný elektrický provoz začal v roce 1911.

## Linkové vedení
| Linka | Trasa | Počet zastávek | Poznámky                                                         |
| ----- | --- | -------------- | ---------------------------------------------------------------- |
| 1     | Hauptbahnhof – Bauhofstraße – Nicolaiplatz – Fouquestraße/Fachhochschule – August-Bebel-Straße – Anton-Saefkow-Allee      | 23/21          | v neděli a státní svátky nahrazena linkou 1/2                    |
| 2     | Hauptbahnhof – Bauhofstraße – Nicolaiplatz – Fouquestraße/Fachhochschule – Quenzbrücke                                    | 18/16          | v neděli a státní svátky nahrazena linkou 1/2                    |
| 6     | Hauptbahnhof– Neustädtischer Markt – Nicolaiplatz – Fouquestraße/Fachhochschule – August-Bebel-Straße – Hohenstücken Nord | 18/20          |                                                                  |
| 1/2   | Quenzbrücke – Fouquestraße/Fachhochschule – August-Bebel-Straße – Anton-Saefkow-Allee                                     | 20             | v provozu pouze v neděli a státní svátky (nahrazuje linky 1 a 2) |

## Vozový park
V roce 2015 tvořilo flotilu zdejší tramvajové sítě:
- 10 tramvají KTNF6
- 4 tramvaje KT4D
- 6 tramvají MGT6D

V únoru 2021 bylo s konečnou platností oznámeno, že Škoda Transportation do města dodá čtyři nové tramvaje. Bude se jednat o tříčlánkové a klimatizované tramvaje, které budou ze 70 % nízkopodlažní. Pro zvýšení bezpečnosti provozu a lepší přehled řidiče bude součástí výbavy také kamerový systém.